# George M. Sheldrick
George Michael Sheldrick (* 17. November 1942 in Huddersfield, England; † 20. Februar 2025) war ein britischer Chemiker und Hochschullehrer, der sich mit der Strukturaufklärung von Molekülen beschäftigte. Er lehrte von 1978 bis zu seiner Emeritierung 2011 an der Universität Göttingen.

## Biographie
Sheldrick studierte an der University of Cambridge Naturwissenschaften und begann 1963 seine Promotion bei Evelyn Ebsworth in anorganischer Chemie, die er 1966 abschloss. Das Thema seiner Dissertation war die Untersuchung von anorganischen Hydriden mittels Kernspinresonanzspektroskopie (NMR). Danach war er in verschiedenen Positionen, unter anderem als Dozent in Cambridge an der Fakultät für Chemie tätig, bevor er 1978 den Ruf an die Universität Göttingen erhielt, wo er bis 2020 tätig war, zuletzt als Emeritus in einer Niedersachsenprofessur (Förderprogramm des Landes Niedersachsen für emeritierte Hochschullehrer). 
Der Chemiker William S. Sheldrick (1945–2015), bis zu seiner Pensionierung im Jahr 2010 Professor für analytische Chemie an der Ruhr-Universität Bochum, war sein jüngerer Bruder.

## Werk
Sheldrick beschäftigte sich mit der Strukturaufklärung durch Röntgenbeugung. Dazu hat er unter anderem die Programm-Suite SHELX entwickelt, welche ursprünglich für die Analyse kleiner Moleküle entwickelt wurde.
Direkte Methoden (siehe Herbert A. Hauptman und Jerome Karle) verwenden statistische Methoden zur Lösung des kristallographischen Phasenproblems. Sie sind im Programm SHELXS implementiert, eignen sich aber nur für Kristallstrukturen in hoher Auflösung (meist kleine Moleküle). SHELXS bietet auch halbautomatische Lösung der Patterson-Funktion (Patterson-Superposition) an. Bei der Strukturaufklärung von Proteinkristallen tritt das Problem auf, dass die Röntgendaten meistens nicht in atomarer Auflösung vorhanden sind und die Annahmen, unter denen die direkten Methoden entwickelt wurden (zufällig verteilte Punktatome), hinfällig werden. Die Shelx-Software bietet heute auch hierzu Lösungen an.
Zur Lösung des Phasenproblems von Makromolekülen werden Methoden verwendet, die zwischen dem direkten und reziproken Raum hin- und herschalten. Diese Dual-Space-Methoden, die von Herb Hauptman eingeführt wurden, lassen sich auch mit der Patterson-Methode kombinieren. Implementiert sind diese Makromolekülfunktionen in den Programmen SHELXC, SHELXD und SHELXE. Das Programm SHELXL ist für die Strukturverfeinerung sowohl kleiner als auch großer Moleküle nach der Methode der kleinsten Quadrate geeignet.
Aufgrund der Zahl seiner Zitierungen zählte ihn Clarivate Analytics seit 2018 zu den Favoriten auf einen Nobelpreis für Chemie (Clarivate Citation Laureates).

## Auszeichnungen
- 1970 Meldola Medal der Royal Society of Chemistry
- 1978 Corday-Morgan-Medaille der Royal Society of Chemistry
- 1988 Gottfried-Wilhelm-Leibniz-Preis der Deutschen Forschungsgemeinschaft
- 1999 Carl-Hermann-Medaille der Deutschen Gesellschaft für Kristallographie
- 2004 Max-Perutz-Preis der European Crystallographic Association
- 2009 Gregori-Aminoff-Preis der Königlich Schwedischen Akademie der Wissenschaften
- 2011 Ewald-Preis der International Union of Crystallography
- 2024 Der erste George Sheldrick Preis wurde von der European Crystallographic Association vergeben.